# Marina Raskova
Marina Mihailovna Raskova (născută Malinina; n. 15/28 martie 1912, Moscova, Imperiul Rus – d. 4 ianuarie 1943, Saratov, RSFS Rusă, URSS) a fost prima femeie din Uniunea Sovietică  care a obținut diploma de navigator aerian profesionist. În copilărie, Raskova a vrut să devină cântăreață de operă, în cele din urmă a ajuns instructor militar și prima navigatoare sovietică. Ea a fost navigatorul cu numeroase zboruri și recorduri și ofițerul fondator și comandant al celui de-al 587 regiment feminin de aviație militară, care a fost redenumit ca Regimentul Sovietic 125 Marina Raskova Aviație de Gardă și Bombardament în onoarea sa. Raskova a fost una dintre cele peste 800.000 de femei din serviciul militar, ea a fondat trei regimente aeriene pentru femei, dintre care unul a avut în cele din urmă peste 23 672 de zboruri în al doilea război mondial și a produs cel puțin 30 de eroi ai Uniunii Sovietice.

## Tinerețe
Tatăl ei a fost cântăreț de operă și instructor de canto Mihail Malinin (Михаил Дмитриевич Малинин) și mama ei profesoară. Anna Liubatovici, sora mamei sale, a fost o cunoscută cântăreață rusă sub numele de Tatiana Liubatovici (Татьяна Спиридоновна Любатович). Fratele ei vitreg (prin tatăl ei) a fost  Boris Malinin, om de știință, specialist în construcția de nave. Spre deosebire de majoritatea femeilor din aviația sovietică, Marina nu a manifestat niciun interes timpuriu pentru aviație. A fost a doua alegere a sa de a deveni pilot-navigator. Raskova și-a dorit inițial să devină muziciană și scopul ei era să devină cântăreață de operă.
În 1919, când avea șapte ani, tatăl ei a murit din cauza rănilor suferite, fiind lovit de o motocicletă. Ea și-a continuat studiile de dramă și canto, dar mai târziu a avut o infecție a urechii medii care a lăsat-o în imposibilitatea de a mai cânta. A decis să renunțe la muzică și să se dedice studiilor de chimie și inginerie în liceu. După absolvire în 1929, pentru a-și ajuta familia, a început să lucreze chimistă într-o fabrică de coloranți. S-a căsătorit cu un inginer, Serghei Raskov, pe care l-a cunoscut la fabrica de coloranți, schimbându-și numele în Raskova. A avut un copil, Tania, în 1930. În anul următor a început să lucreze ca desenatoare în laboratorul de navigație aeriană al Academiei Forțelor Aeriene. 
Raskova a devenit un aviator celebru atât ca pilot, cât și ca navigator în Uniunea Sovietică în anii 1930. A fost prima femeie care a devenit navigatoare în Forțele Aeriene Sovietice în 1933. Un an mai târziu, a început să predea la Academia Aeriană Jukovski, de asemenea o premieră pentru o femeie. A învățat bărbați și mai târziu, femei, navigația militară. A fost subiectul scepticismului multor studenți de sex masculin, dar a reușit să se dovedească capabilă. Mai târziu, Academia a trimis-o pe Raskova la Tușino la Clubul de zbor pentru a lua lecții de zbor, pe care le-a finalizat în august 1935. Când și-a încheiat pregătirea, a reușit să devină instructor de zbor și i s-a permis să predea navigația avansată personalului de comandă. În 1935, ea a divorțat.  Ea a stabilit o serie de recorduri de distanță. Majoritatea acestor zboruri record s-au produs în 1937 și 1938, în timp ce ea încă preda încă la academia aeriană.
Cel mai faimos a fost zborul Rodina (în rusă „Patria mamă”), cu un Ant-37 - un bombardier DB-2 convertit  cu rază lungă de acțiune - în perioada 24-25 septembrie 1938. Ea a fost navigatorul echipajului format din Polina Osipenko⁠(d) și Valentina Grizodubova⁠(d). De la început, obiectivul a fost să stabilească un record internațional feminin pentru un zbor pe distanță liniară. Planul a fost de a zbura de la Moscova la Komsomolsk (în Extremul Orient). La finalizare, zborul a avut o durată de 26 de ore și 29 de minute, pe o distanță liniară de 5,947 km (3,695 mi) (distanță totală de 6,450 km (4,008 mi)). La 2 noiembrie 1938, toate cele trei femei au fost decorate cu titlul de Erou al Uniunii Sovietice, primele femei care au primit vreodată acest titlu și singurele care l-au primit înainte de al doilea război mondial.

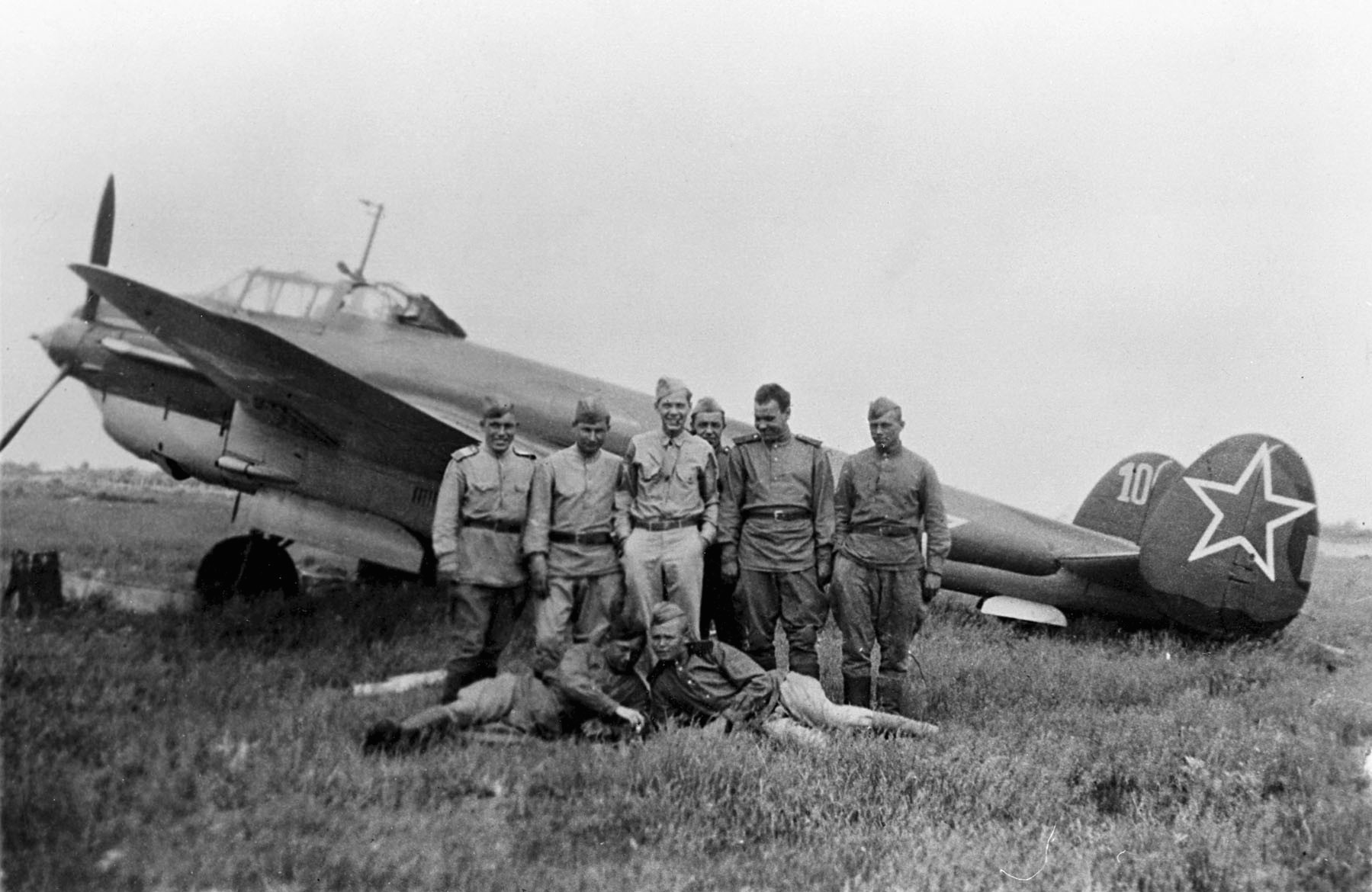
Piloții ruși și echipajul de la sol pozează în fața unui bombardier Pe-2 la Poltava, iunie 1944. Marina Raskova a murit în timp ce zbura pe acest tip de aeronavă într-un accident de zbor, lângă Stalingrad

## Al doilea război mondial
Când a izbucnit al doilea război mondial, existau numeroase femei care se pregăteau ca piloți și multe s-au oferit imediat voluntar. În timp ce nu existau restricții formale pentru femeile care îndeplineau roluri de luptă, cererile lor tindeau să fie blocate, amânate de birocrație etc., cât mai mult posibil, pentru a descuraja solicitanții.  Raskova este creditată că și-a folosit legăturile personale cu Iosif Stalin pentru a convinge armata să formeze trei regimente de luptă de femei. În urma unui discurs al lui Raskova din 8 septembrie 1941 prin care se cerea permisiunea ca femeile-piloți să lupte, Stalin a ordonat la 8 octombrie 1941 formarea corpului de aviație 122 pentru femei.  Nu doar ca femeile să fie piloți, dar și personalul de sprijin și inginerii. După pregătirea lor, cele trei regimente ale Grupului au primit desemnările lor oficiale după cum urmează
Regimentul Sovietic 586 Aviație de Gardă și Bombardament Nocturn - această unitate a fost prima care a luat parte la lupte (16 aprilie 1942) din cele trei regimente de femei. Echipat cu Yakovlev Yak-1, Yak-7B și Yak-9, regimentul a efectuat 4419 de zboruri într-un total, dintre care 2073 de misiuni de luptă  în 125 de lupte aeriene. Piloții au doborât 19 avioane inamice. Comandant a fost Tamara Kazarinova⁠(d) și mai târziu Alexandr Gridnev⁠(d).
Regimentul Sovietic 587 Aviație Vânătoare și Bombardament Nocturn (denumit mai târziu Regimentul Sovietic 125 Aviație Vânătoare și Bombardament) - Raskova a comandat această unitate până la moartea ei într-un accident de zbor, în timp ce conducea alte două aeronave Petlyakov⁠(d) la primul lor aerodrom operativ, lângă Stalingrad,  după care unitatea a fost condusă de Valentin Markov. A început serviciul ca Regimentul 587 până când a primit desemnarea de unitate de Gardă în septembrie 1943. Unității i s-a oferit cel mai bun dintre bombardierele sovietice, Petlyakov Pe-2, în timp ce multe unități de bărbați foloseau avioane învechite, ceea ce a dus la multe resentimente. Unitatea a avut 1.134 misiuni și a aruncat peste 980 de tone de bombe peste forțele Axei. Cinci membri ai regimentului au fost numiți eroi ai Uniunii Sovietice. 
Regimentul Sovietic 588 Aviație de Gardă și Bombardament Nocturn (redenumit ulterior Regimentul Sovietic 46 Aviație Vânătoare și Bombardament;  supranumit „Vrăjitoarele de noapte”, die Nachthexen, de către germani): Acesta a fost cel mai cunoscut dintre regimente și era comandat de Evdokia Berșanskaia. A început inițial serviciul ca Regimentul 588 Aviație de Bombardament Nocturn, dar a fost redenumit în februarie 1943 ca unitate de Gardă ca recunoaștere pentru serviciul militar îndeplinit - care a contorizat peste 24.000 de misiuni de luptă până la sfârșitul războiului. 24 de membri ai regimentului au fost numiți eroi ai Uniunii Sovietice. Avionul folosit de regiment era de tip Polikarpov Po-2, un biplan foarte învechit. A fost singurul dintre cele trei regimente care a rămas exclusiv feminin pe tot parcursul războiului.

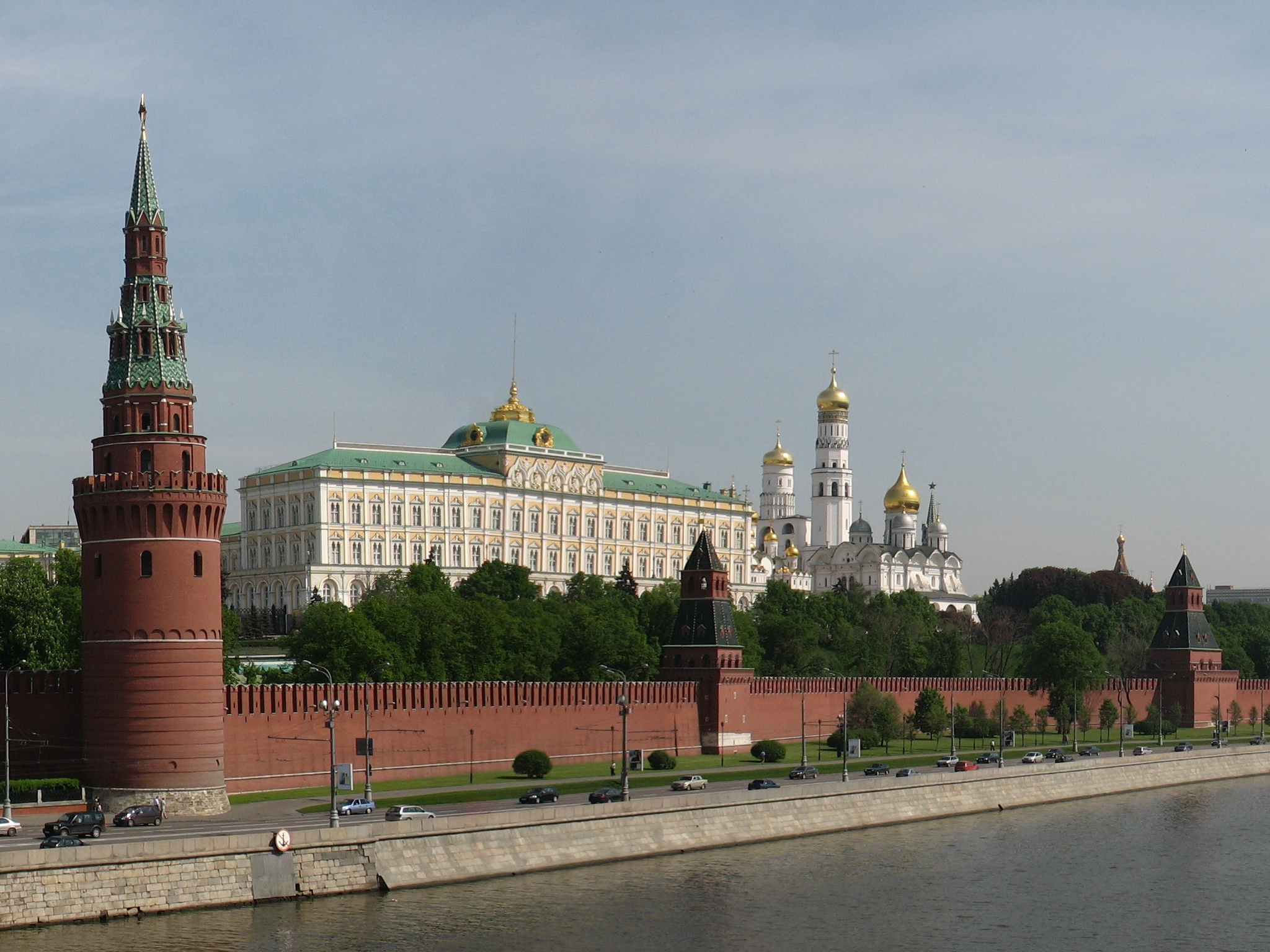
Cenușa lui Raskova a fost îngropată în necropola Zidul Kremlinului din Moscova, alături de cea a lui Osipenko

Raskova a murit la 4 ianuarie 1943, când avionul ei s-a prăbușit încercând să aterizeze forțat pe malul râului Volga, în timp ce conducea alte două Pe-2 către primul aerodrom operativ de lângă Stalingrad. Întregul echipaj a pierit. I s-a organizat prima înmormântare de stat din timpul războiului.

## Moștenire
Cenușa ei a fost îngropată în Necropola Zidul Kremlinului, lângă cea a Polinei Osipenko⁠(d), în Piața Roșie. A fost distinsă postum cu Ordinul Clasa I a Războiului Patriotic. O navă americană, Ironclad, (lansată ca Mystic în aprilie 1919) care a participat la Convoiul PQ 17 a fost transferată în proprietatea Rusiei și redenumită SS Marina Raskova în iunie 1943.
O stradă a fost numită după ea în Moscova și, respectiv, în Kazan, precum și o piață din Moscova, unele școli și detașamente de tineri pionieri sovietici. A existat un bust al ei la Școala superioară de piloți de aviație militară „M. M. Raskova” din Tambov, dar acea școală a încetat să funcționeze din 1997.

### În filatelie

Timbre
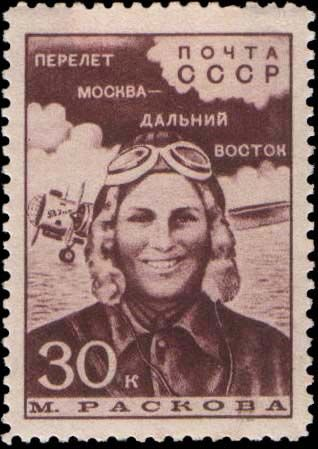
Marcă poștală sovietică, 1939
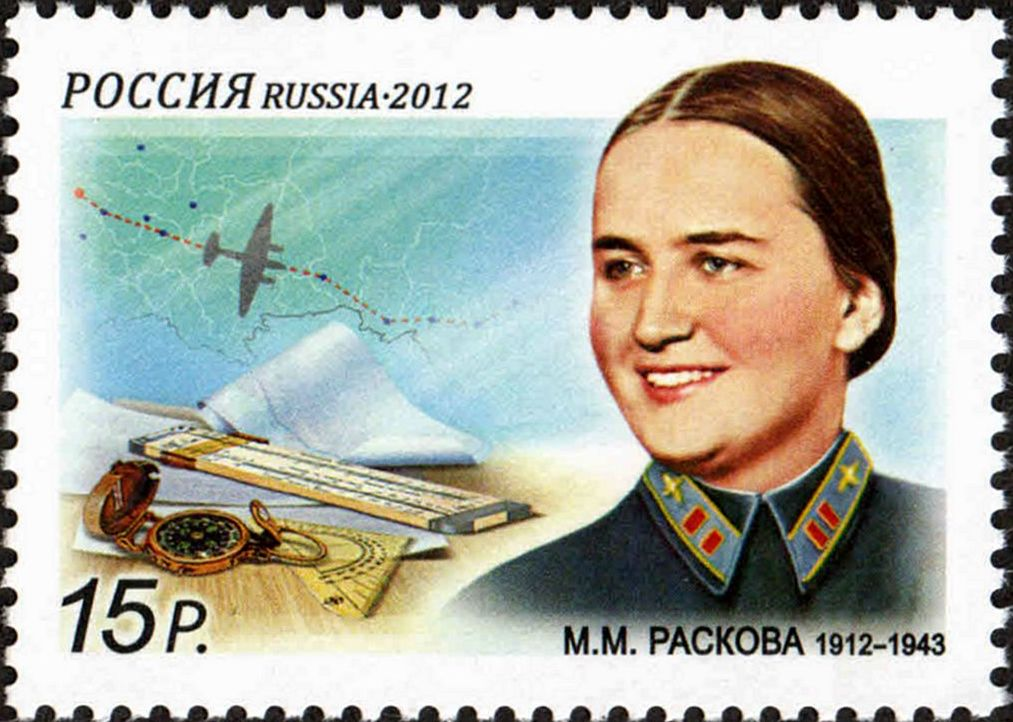
O marcă poștală rusă, de 15 ruble, din 21 martie 2012, în onoarea aniversării a 100 de ani de la nașterea sa
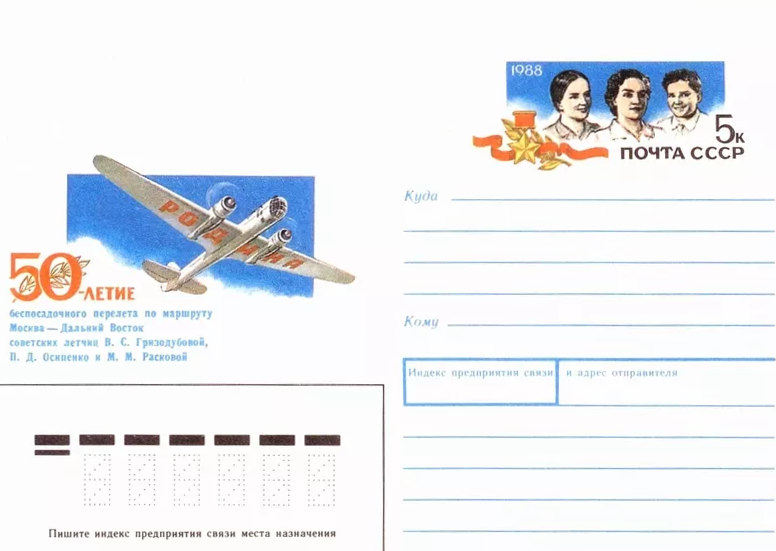
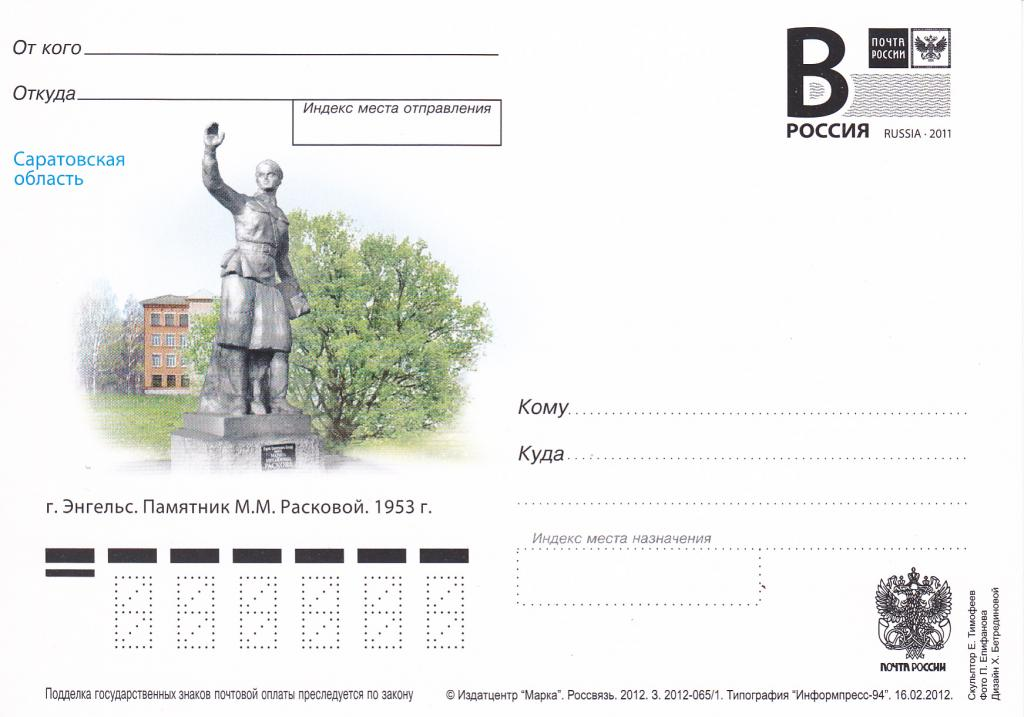
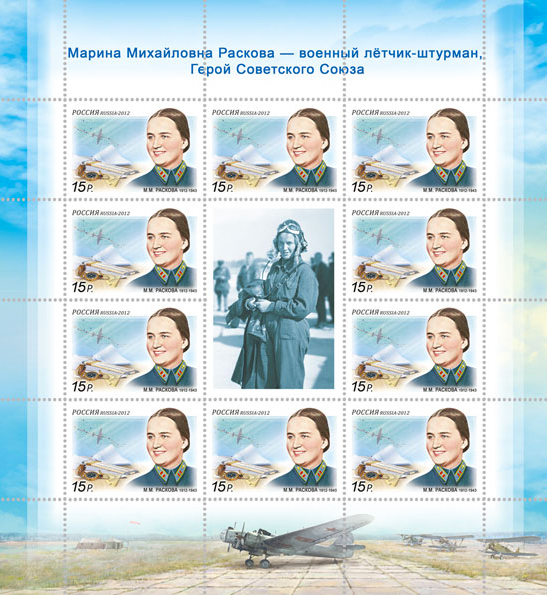